# Nedžad Maksumić
Nedžad Maksumić (Mostar, 4 maggio 1961) è un poeta e regista teatrale bosniaco, fondatore del teatro Lik.

## Biografia
Dal 1983 al 1997 vive come profugo in Italia. Ha pubblicato una raccolta di annotazioni diaristiche: Regna un grande silenzio (1994) e Qualcuno dovrà dopo tutto (1994, Roma)
Maksumić è stato inserito nell'antologia di storia contemporanea della Bosnia ed Erzegovina. Nel 1997 le sue poesie contemporanee vengono pubblicate nell'antologia di Londra. Ha tradotto in italiano in inglese, svedese e polacco. È stato regista, attore teatrale e fondatore del teatro Lik. 
Nel luglio 1997 Maksumić è tornato a Mostar.
Nel 2004 ha preso parte agli Incontri internazionali di poesia di Sarajevo.

## Opere principali

### Poesie
- Un uomo in mare (1983)
- Una parte d’impotenza
- Come i primi cristiani
- Gesù sull’asino sta pensando fra sé
- Diventa fan

### Raccolte
- Regna un grande silenzio (1994)
- Qualcuno dovrà dopo tutto (1994)

### Teatro
- Indicazioni stradali sparse per terra